# Sandra Kociniewski
Sandra Kociniewski est une joueuse française de volley-ball, de mère française et de père polonais, née le 22 mai 1975 à Paris. Elle mesure 1,81 m et joue attaquante. Elle totalise 100 sélections en équipe de France.

## Clubs
| Club           | Pays   | De        | À         |
| -------------- | ------ | --------- | --------- |
| CSM Clamart    | France | 1992-1993 | 1993-1994 |
| RC Villebon 91 | France | 1994-1995 | 2003-2004 |
| Stade Français | France | 2004-2005 | 2006-2007 |
| Saint-Raphaël  | France | 2007-2008 | ...       |

## Palmarès

### En sélection
- Médaillée de bronze aux Jeux méditerranéens de 2001[1].

### En club
- Championnat de France
  - Finaliste : 2001, 2002, 2003
- Coupe de France (1)
  - Vainqueur : 2002
- Top Teams Cup (1)
  - Vainqueur : 2003